# Rivellia michiganensis
Rivellia michiganensis är en tvåvingeart som beskrevs av Osamu Namba 1956. Rivellia michiganensis ingår i släktet Rivellia och familjen bredmunsflugor.
Artens utbredningsområde är Michigan. Inga underarter finns listade i Catalogue of Life.